# Списак светитеља Српске православне цркве
Следи списак појединачних светитеља које је канонизовала Српска православна црква од своје аутокефалности 1219. године до маја 2018. године. У именослов светих Срба се уписују само најзаслужнији, јер је за православну веру кроз историју било много мученика, да црква не би могла све ни да упише у календар. У српском Светачнику има око 140 имена.
По социјалном саставу, свети Срби потичу из разних друштвених средина: 22 владара (цареви, краљеви, деспоти, жупани и кнежеви), 22 подвижника и испосника, 22 архијереја (архиепископи, патријарси, митрополити и епископи). Само је шест жена у именослову светих Срба.
Осим општехришћанских и општеправославних светитеља које славе и поштују хришћанска и православна васељена као и словенских светитеља Кирила и Методија и њихових ученика Климента, Наума, Саве, Горазда, Ангеларија, Атанасија, Ангела, Злате Мегленске, преподобног мученика Никите Светогорца, мученика Христе и других, у Српској православној цркви славе се и тзв. синаити: Ромил Раванички, Роман, Нестор, Мартирије, Данило, Сисоје, Зосим Тумански, Григорије Горњачки и Јов из Драчи.
Сабор свих српских светитеља је дан када се прослављају сви српски светитељи и прославља се 11. септембра.
Постоје појединачне и групне канонизације као нпр: свети новомученици новосадски, крагујевачки, прeбиловaчки (жртве усташа из 1941., канонизовани 2015), јасеновачки (жртве усташког логора 1941. - 1945., канонизовани 2016), момишићки (спаљени од Турака 1688., канонизовани 2012), прњаворски (жртве Првог св. рата из 1914., канонизовани 2014), сурдулички, пивски, велички и горњеполимски, дабробосански и милешевски ливањски.
Монах Харитон Б. Лукић је као Преподобни новомученик Харитон Косовски прибројан Сабору Светих одлуком Сабора игумана Епархије рашко-призренске у егзилу, 16. маја 2016. године, у манастиру Светог Јована Крститеља у Љуљацима. За датум његовог спомена одређен је 28. септембар (по старом календару) тј. 11. октобар (по новом календару). Истога дана је и спомен Преподобног Харитона Исповедника, светитеља по коме је отац Харитон добио своје монашко име.
Међутим, Епархија рашко-призренска у егзилу није канонски призната ни од једне помесне православне цркве. Сходно томе, Харитон Б. Лукић није званично канонизован за светитеља, иако га народ због његовог мученичког страдања слави као таквог.
Од 2017. се као светитељи прослављају патријарх пећки Пајсије Јањевац, преподобни Стефан Троношки, свештеномученици митрополит Викентије Крџић и игуман Владимир Протић, преподобни Јаков Нови Тумански. Од маја 2018. су у свете убројани преподобномученик Григорије Пећки, мученик Василије Пекар из Пећи и мученица Босиљка Рајичић из Пасјана код Гњилана.
Српског порекла је Света мученица Људмила (860-921).
Први познати српски светитељ је Свети мученик и кнез дукљански Јован Владимир а прва српска светитељка је преподобна Анастасија Српска док су свети Симеон Мироточиви и Свети Сава Немањић утемељивачи српске средњовековне државе, светородне династије Немањића и СПЦ.
| Слика | Светитељ                                      |                      | световно име | живео                         | датум                                         |  |
| ----- | --------------------------------------------- | -------------------- | --- | ----------------------------- | --------------------------------------------- |  |
|       | Ђакон Авакум                                  | преподобномученик    | ђакон Авакум | Крај XVIII и почетак XIX века | 17./30. децембар                              |  |
|       | Анастасија Српска                             | преподобна           | Ана, мајка Светог Саве | XII век                       | 21. јун/4. јул                                |  |
|       | Анастасије Струмички                          | светитељ             | Анастасије Струмички | 1774.-1794.                   | 8. август/21. август                          |  |
|       | Ангелина Српска                               | преподобна           | деспотица Ангелина Бранковић | ?-1520.                       | 30. јул/12. август и 10./23. децембар         |  |
|       | Арсеније Сремац                               | светитељ             | архиепископ Арсеније Сремац | XIII век                      | 28. октобар/10. новембар                      |  |
|       | Атанасије Метеорски                           | светитељ             | Атанасије Метеорски |                               |                                               |  |
|       | Свештеномученик Бранко                        | свештеномученик      | свештеник Бранко (Добросављевић) | 1886—1941.                    | 24. април/7. мај                              |  |
|       | Будимир Соколовић                             | свештеномученик      | свештеник Будимир Соколовић | 1910—1945.                    |                                               |  |
|       | Варнава Настић                                |                      | епископ Варнава Настић | 1914—1964.                    |                                               |  |
|       | Василије Острошки                             | светитељ             | Василије Острошки Чудотворац | 1610—1671.                    | 29. април/12. мај                             |  |
|       | Висарион Сарај                                | преподобни           | Висарион Сарај | XVIII век                     | 21. октобар/3. новембар                       |  |
|       | Стефан Владислав                              | свети                | краљ Стефан Владислав I | ?-1269.                       | 24. септембар/7. октобар и 30. јул/12. август |  |
|       | Старац Вукашин                                | мученик              | Вукашин, сељак из Клепаца | XX век                        | 16./29. мај                                   |  |
|       | Гаврило Лесновски                             | преподобни           | Гаврило Лесновски | Крај X века                   | 15./28. јануар                                |  |
|       | Патријарх Гаврило                             | светитељ мученик     | патријарх Гаврило Рајић | Крај XVI и XVII век           | 13./26. децембар                              |  |
|       | Георгије Богић                                | свештеномученик      | парох нашички Георгије (Ђорђе) Богић | 1911—1941.                    | 4./17. јун                                    |  |
|       | Григорије Горњачки                            | преподобни           | Григорије Ћутљиви | Крај XIV и XV век             | 7./20. децембар                               |  |
|       | Епископ Григорије II                          | светитељ             | епископ рашки Григорије | Крај XIII и XIV век           | 30. август/12. септембар                      |  |
|       | Дмитар Немањић                                | преподобни           | Димитрије Немањић, кнез | XIII век                      | 24. септембар/7. октобар                      |  |
|       | Дамјан Штрбац                                 | свештеномученик      | Дамјан Штрбац | 1912—1941.                    |                                               |  |
|       | Данило Други                                  | светитељ             | архиепископ Данило II | ?-1338.                       | 20. децембар/2. јануар                        |  |
|       | Доситеј Васић                                 | исповедник           | митрополит загребачки Доситеј (Васић) | 1887—1945.                    | 31. децембар/13. јануар                       |  |
|       | Ђорђе Кратовац                                | мученик              | Ђорђе Кратовац | Крај XV и почетак XVI века    | 11./24. фебруар и 26. мај/8. јун              |  |
|       | Иларион Мегленски                             | светитељ             | Иларион Мегленски | † 1164                        |                                               |  |
|       | Јаглика Аџић                                  | мученица             | Јаглика Аџић | XX век                        | 15. јул/28. јул                               |  |
|       | Јасеновачки новомученици                      | новомученици         | Свети српски новомученици јасеновачки | XX век                        | 31. август/13. септембар                      |  |
|       | Архиепископ Јаков                             | светитељ             | архиепископ Јаков | XIII век                      | 3./16. фебруар)                               |  |
|       | Јевстатије Први                               | светитељ             | архиепископ Јевстатије I | ?-1279.                       | 4./17. јануар)                                |  |
|       | Јевстатије Други                              | светитељ             | архиепископ Јевстатије II | Крај XIII и XIV век           | 16./29. август)                               |  |
|       | Јелена Дечанска                               | преподобна           | Јелена Дечанска | Крај XIII и XIV век           | 21. мај/3. јун                                |  |
|       | Света краљица Јелена                          | света                | краљица Јелена | 1250—1314.                    | 30. октобар/12. новембар                      |  |
|       | Света Јелисавета                              | преподобна           | кнегиња Јелена Штиљановић | XVI век                       | 4./17. октобар                                |  |
|       | Свети патријарх Јефрем                        | светитељ             | патријарх Јефрем | ?-1397.                       | 15./28. јун                                   |  |
|       | Јефросинија Јевгенија                         | преподобна           | кнегиња Милица | 1335—1405.                    | 19. јул/1. август                             |  |
|       | Јефтимије Дечански                            | преподобни           | Јефтимије Дечански | XVI век                       | 11./24. новембар                              |  |
|       | Јоаким Осоговски                              | преподобни           | Јоаким Осоговски | Крај X и XI век               | 16./29. август                                |  |
|       | Јоаникије Девички                             | преподобни           | Јоаникије Девички | Крај XIV и XV век             | 2./15. децембар                               |  |
|       | Јоаникије Други                               | светитељ             | патријарх Јоаникије II | Крај XIII и XIV век           | 3./16. септембар                              |  |
|       | Јоаникије Липовац                             | свештеномученик      | митрополит црногорско-приморски Јоаникије (Липовац) | 1880—1945.                    | 4./17. јун                                    |  |
|       | Јоасаф српски Метеорита                       | преподобни           | Јован Урош, последњи Немањић | Крај XIV и XV век             | 20. април/3. мај                              |  |
|       | Јован Владимир                                | свети                | краљ зетски Јован Владимир | ?-1016.                       | 22. мај/4. јун                                |  |
|       | Јован Кукузељ                                 | свети                | Јован Кукузељ |                               | 01.октобар./14. октобар                       |  |
|       | Јован Нови                                    | свети                | деспот Јован Бранковић | ?-1502.                       | 10. децембар/23. децембар                     |  |
|       | Јосиф Нови                                    | светитељ             | Јосиф Нови | Крај XVI и XVII век           | 15./28. септембар                             |  |
|       | Јустин Ћелијски                               | преподобни           | архимандрит Јустин Поповић | 1894—1979.                    | 1. јун/14. јун                                |  |
|       | Свети патријарх Кирило                        | светитељ             | патријарх Свети Кирило I | Крај XIV и XV век             | 30. август/12. септембар                      |  |
|       | Свети великомученик Лазар                     | свети великомученик  | кнез Лазар | 1329—1389.                    | 15./28. јун                                   |  |
|       | Свети патријарх Макарије                      | светитељ             | патријарх Макарије | XVI век                       | 30. август/12. септембар                      |  |
|       | Максим Влахозапланински                       | светитељ архиепископ | Деспот Ђорђе Бранковић | 1461—1516.                    | 18./31. јануар                                |  |
|       | Мардарије Либертивилски                       | светитељ             | Мардарије Ускоковић | 1889—1935.                    | 29. новембар/12. децембар                     |  |
|       | Миладин Минић                                 | свештеномученик      | свештеник Миладин Минић | 1913—1941.                    |                                               |  |
|       | Свети краљ Милутин                            | свети                | краљ Милутин | 1253—1321.                    | 30. октобар/12. новембар                      |  |
|       | Михаило Јевђевић                              | свештеномученик      | протојереј Михаило Јевђевић | 1891—1945.                    |                                               |  |
|       | Момишићки мученици                            | мученици             | 2 презвитера-учитеља и 40 ученика | ?—1688.                       | 9./22. март                                   |  |
|       | Момчило Гргуревић                             | свештеномученик      | презвитер Момчило Гргуревић | 1906—1945.                    |                                               |  |
|       | Нектарије Битољски                            | свети                | Свети Нектарије Битољски | -1500.                        | 2./15. децембар                               |  |
|       | Нестор синаит витковачки                      | преподобни           | Нестор синаит витковачки | XIV век                       | 30./17. август                                |  |
|       | Нестор Дечански                               | преподобни           | Нестор Дечански | XVI век                       | 11./24. новембар                              |  |
|       | Нестор Тркуља                                 | свештеномученик      | игуман Нестор Тркуља | 1899—1941.                    |                                               |  |
|       | Нестор Солунски                               | мученик              | Нестор Солунски |                               | 27. октобар                                   |  |
|       | Свети архиепископ Никодим                     | светитељ             | архиепископ Никодим | ?-1325.                       | 11./24. мај                                   |  |
|       | Никодим Тисмански                             | преподобни           | Никодим Тисмански (Грчић) | Крај XIV и XV век             | 26. децембар/8. јануар                        |  |
|       | Николај Српски                                | светитељ             | епископ жички и охридски Николај (Велимировић) | 1881—1956.                    | 5./18. март и 20. април/3. мај                |  |
|       | Свети патријарх Никон                         | светитељ             | патријарх Никон | Крај XIV и XV век             | 30. август/12. септембар                      |  |
|       | Петар Зимоњић                                 | свештеномученик      | митрополит дабробосански Петар (Зимоњић) | 1866—1941.                    | 4./17. септембар                              |  |
|       | Петар Коришки                                 | преподобни           | Преподобни Петар Коришки | XIII век                      | 5./18. јун                                    |  |
|       | Петар Цетињски Чудотворац                     | светитељ             | Петар I Петровић Његош | 1748—1830.                    | 18./31. октобар                               |  |
|       | Платон Јовановић                              | свештеномученик      | епископ бањалучки Платон (Јовановић) | 1874—1941.                    | 22. април/5. мај                              |  |
|       | Прохор Пчињски                                | преподобни           | Прохор Пчињски | Крај X и XI век               | 19. октобар/1. новембар                       |  |
|       | Ратомир Јанковић                              | свештеномученик      | свештеник Ратомир М. Јанковић | 1915—1941.                    |                                               |  |
|       | Рафаило Банатски                              | преподобни           | Рафаило Банатски Хиландарац | Крај XVI и XVII век           | 16./29. август                                |  |
|       | Рафаило Шишатовачки                           | свештеномученик      | игуман манастира Шишатовца Рафаило (Момчиловић) | 1875—1941.                    | 21. август/3. септембар                       |  |
|       | Сава Први архиепископ Српски                  | светитељ             | први архиепископ Сава српски | -1236.                        | 14./27. јануар                                |  |
|       | Сава Други                                    | светитељ             | архиепископ Сава II | ?-1271                        | 8./21. фебруар                                |  |
|       | Сава Бранковић                                | светитељ             | митрополит ердељски Сава II Бранковић | XVII век                      | 24. април/7. мај                              |  |
|       | Сава Трећи                                    | светитељ             | архиепископ Сава III | Крај XIII и XIV век           | 26. јул/8. август                             |  |
|       | Сава Трлајић                                  | свештеномученик      | епископ горњокарловачки Сава Трлајић, | 1884—1941.                    | 4./17. јул                                    |  |
|       | Севастијан Џексонски                          | преподобни           | Севастијан Дабовић | 1863—1940.                    | 17./30. новембар                              |  |
|       | Серафим Џарић                                 | свештеномученик      | архимандрит Серафим Џарић | 1875—1941.                    |                                               |  |
|       | Симеон Дајбапски                              | преподобни           | Симеон Поповић, | 1854—1941.                    | 19. март./1. април                            |  |
|       | Симеон Мироточиви                             | свети                | велики жупан Стефан Немања | 1113—1199.                    | 13./26. фебруар                               |  |
|       | Симон монах                                   | преподобни           | краљ Стефан Првовенчани | ?-1227.                       | 24. септембар/7. октобар                      |  |
|       | Синаити                                       | преподобни           | Синаити: Ромил Раванички, Роман Синаит, Нестор, Мартирије Рукумијски, Сисоје, Зосим Тумански, Јов, Григорије Горњачки | Крај XIV и XV век             | 16./29. јануар и 6./19. мај                   |  |
|       | Свети патријарх Спиридон                      | светитељ             | патријарх Спиридон, | Крај XIII и XIV век           | 15./28. јун                                   |  |
|       | Стефан Дечански                               | свети                | краљ Стефан Урош III Немањић | ?-1331.                       | 11./24. новембар                              |  |
|       | Стефан Лазаревић                              | свети                | деспот Стефан Лазаревић | 1374—1427.                    | 19. јул/1. август                             |  |
|       | Стефан Пиперски                               | преподобни           | Стефан Пиперски | ?-1697.                       | 20. мај/2. јун                                |  |
|       | Стефан Слепи                                  | свети                | деспот Стефан Бранковић | ?-1476.                       | 9. октобар/22. октобар                        |  |
|       | Стефан Урош                                   | свети                | цар Стефан Урош | 1336—1371.                    | 2./15. децембар                               |  |
|       | Стефан Урошиц Немањић                         | свети                | кнез Стефан Урошиц Немањић | Крај XIII и XIV век           | 11./24. новембар                              |  |
|       | Стефан Штиљановић                             | свети                | кнез Стефан Штиљановић | ?-1543.                       | 4./17. октобар                                |  |
|       | Стефан Троношки                               | свети                | Стефан Троношки |                               | 4. септембар                                  |  |
|       | Теодор Несторовић                             | свештеномученик      | епископ вршачки Теодор (Несторовић) | XVI век                       | 16./29. мај                                   |  |
|       | Теодор Комоговински                           | свети мученик        | Теодор Комоговински (Сладић) | XVIII век                     | Теодорова субота                              |  |
|       | Злата Мегленска                               | великомученица       | Злата Мегленска |                               | 13. окт/26. октобар                           |  |
|       | Преподобни новомученик Харитон                | новомученик          | Харитон Б. Лукић | 15. јун 1999.                 |                                               |  |
|       | Преподобни Јаков Нови Тумански                | преподобни           | Јаков Нови Тумански |                               | 8/21. август                                  |  |
|       | Света мученица Људмила                        | свети                | Света мученица Људмила |                               | 16. септембар                                 |  |
|       | Преподобни Теоктист                           | преподобни           | краљ Стефан Драгутин | ?-1316.                       | 30. октобар/12. октобар                       |  |
|       | Пајсије Јањевац                               | свети                | Пајсије Јањевац |                               |                                               |  |
|       | Свети мученици пребиловачки                   | новомученици         | Свети мученици пребиловачки | 1941.                         | 24. јул                                       |  |
|       | Свети великомученици прњаворски               | новомученици         | Свети великомученици прњаворски | 1914.                         | 30. децембар                                  |  |
|       | Свети новомученици дабробосански и милешевски | новомученици         | Свети новомученици дабробосански и милешевски Петар Зимоњић, Варнава Настић, јеромонаси Доситеј (Вукићевић), Константин (Вучуровић), Макарије (Пејак), Свештеномученици: Момчило (Гргуревић), Добросав (Блажевић), Михаило Ђусић, Јован (Рапајић), Јован (Зечевић), Божидар (Јовић), Богдан (Лалић),Трифун (Максимовић), Велимир (Мијатовић), Божидар (Минић), Миладин (Минић), Марко (Поповић), Димитрије (Рајановић), Будимир (Соколовић), Реља (Спахић), Лазар (Ћулибрк), Саво (Шиљак), Саво (Шкаљак), Милорад (Вукојичић), Ратомир (Јанковић), Михаило (Јевђевић), Душан (Пријовић), Добросав (Соковић), Нестор Милешевски, Серафим Тројицки, Андрија (Шиљак), Слободан (Шиљак), Милан Божић, Симо Бањац, Мирко Стојисављевић, Вукосав Милановић, Милан Поповић, Родољуб Самарџић и свештеник Дамјан Штрбац. | 1941.                         | 11. јула/28. јуна                             |  |